# Геополитика (журнал)
«Геополитика» — международный аналитический журнал. Существует с 2008 года, зарегистрирован Федеральной службой по надзору в сфере связи и массовых коммуникаций (свидетельство о регистрации СМИ: ПИ №ФС77-34707 от 23.12.2008). Издатель: медиагруппа «СтоЛент». Главный редактор — Елена Сазанович.
Редакция состоит из 12 человек и 7 зарубежных собственных корреспондентов, имеет широкий круг авторитетных внештатных авторов. Действует общественный Экспертный совет журнала, в который входят известные политологи, общественные деятели, ученые и политики. Тематика публикаций: общественно-политическая, экономическая, историческая, научная и культурная.
Свою миссию журнал видит «в содействии формированию полноценного гражданского общества в России, в том числе и через привлечение ведущих политиков, ученых и политологов, которые могли бы проводить эффективный „мозговой штурм“ по различным направлениям и проблемам. При этом издание ориентируется как на элиты, в том числе самого высокого уровня, так и на широкую аудиторию, составляющую активную часть формирующегося гражданского общества в России. Причем вторая целевая ориентация для журнала не менее важна, нежели первая — как определяющая в процессе „идейного форматирования“ сознания и подготовки кадрового резерва, способного геополитически мыслить и оперативно принимать взвешенные и позитивные решения…».

## Медийная деятельность
Журнал «Геополитика» аккредитован при Совете Федерации и Государственной Думе Федерального Собрания РФ, участвует в различных пресс-мероприятиях, проводимых в Парламенте России. Главный редактор журнала Елена Сазанович является членом Клуба главных редакторов «Регион» при Совете Федерации и принимает участие в работе информационной трибуны Клуба «Открытая дискуссия». Ведущими авторами журнала являются депутаты Госдумы и члены Совета Федерации, статьи которых перепечатываются, в частности, официальным сайтом Совета Федерации.
Журнал участвует в движении по объединению деятельности общественных объединений соотечественников для сохранения этнической идентичности и национальной самобытности, духовного и культурного наследия российского народа, распространению русского языка и культуры за рубежом. В этом направлении, в частности, журнал активно сотрудничает с Международным общественным объединением «Международный совет российских соотечественников», Всеукраинской общественной организацией «Правозащитное общественное движение "Русскоязычная Украина"», Российско-украинским политическим клубом и порталом «Политклуб», общественной организацией «Единая Одесса», «Русским обществом в Латвии». Одним из наиболее активных партнеров журнала является портал Общегерманского координационного совета российских соотечественников «Русское поле», вместе с которым журнал участвует в деятельности по поддержке русского языка и традиций русской культуры в среде русскоязычной диаспоры в ФРГ. Темами глобальных изменений окружающей среды и возможных масштабов природных катаклизмов в ближайшем будущем журнал занимается вместе с Всемирным Форумом по природным катаклизмам.
Большое внимание в своих публикациях журнал уделяет внутренней и внешней политике России, вопросам национальной политики, теориям «плавильного котла наций» и мультикультурного общества в других странах. Эти материалы перепечатываются различными изданиями и интернет-порталами. Немаловажной для журнала является тема отечественной истории. С различными статьями здесь выступают ученые, общественные деятели, писатели, публицисты, резонанс от выступлений которых звучит в том числе и за рубежом.
Главный редактор журнала Елена Сазанович представляет журнал в различных общественных организациях, в том числе и международных, занимающихся распространением русского языка и культуры за рубежом, являющихся партнерами «Геополитики». Помимо этого журнал «Геополитика» является постоянным информационным партнером ряда крупных российских общественных организаций. Это, в частности, Общественное движение «За укрепление демократического мирового правопорядка и в поддержку ООН», Международный Форум «Золотой Витязь», Московская городская организация Союза писателей России, Институт проблем глобализации, Центр истории войн и геополитики Института всеобщей истории Институт всеобщей истории РАН, общественно-политическое издательство «Алгоритм», общественно-политический журнал Федерального Собрания РФ — Парламента РФ «Российская Федерация сегодня», информационно-аналитический портал «Геополитика», благотворительный фонд помощи детям «Детские Домики». Журнал является одним из учредителей международной организации Международный форум «Диалог цивилизаций и культур» (англ.: International Forum «Dialogue of Civilizations and Cultures» — DCC) — неправительственной организации, объединяющей политические, экономические, научные, общественные организации и институты, СМИ, а также отдельных политиков, ученых, интеллектуалов, бизнесменов, деятелей искусства и культуры, представляющих различные культуры, традиции и верования различных стран мира.

## Редакция. Экспертный совет
Главный редактор журнала — Елена Сазанович, писатель, публицист, политический аналитик, выступает независимым экспертом по ряду общественно-экономических и геополитических вопросов. Среди авторов и членов Экспертного совета журнала — известные публицисты, ученые, политологи. В частности:
- Михаил Антонов — публицист, писатель, основатель и руководитель Союза духовного возрождения Отечества;
- Юрий Болдырев — общественный и государственный деятель, публицист. Народный депутат СССР от Ленинграда, член Верховного Совета СССР, Высшего консультативно-координационного совета при Председателе Верховного Совета РСФСР, Высшего консультативно-координационного совета при Председателе Верховного Совета РСФСР, затем — при Президенте России, Главный государственный инспектор РФ — начальник Контрольного управления Администрации Президента РФ, член первого Совета Федерации от Санкт-Петербурга, один из создателей и затем заместитель Председателя Счетной палаты РФ;
- Анатолий Громыко — доктор исторических наук, профессор, член-корреспондент РАН, президент общественного движения «За укрепление демократического мирового правопорядка и в поддержку ООН», член ряда иностранных академий, почетный доктор Лейпцигского университета; член Совета управляющих Центра за мировой диалог (Кипр);
- Александр Дугин — философ, публицист, руководитель Центра геополитических экспертиз, основатель течения «Неоевразийство», организатор «Имперского марша», лидер политической партии «Евразия» и «Международного Евразийского Движения»;
- Валерий Дударев — поэт, главный редактор журнала «Юность»;
- Джульетто Кьеза — журналист, экс-депутат Европарламента, вице-президент Комиссии по делам международной торговли, член Комиссии по делам культуры и образования, Комиссии по делам защиты и безопасности;
- Олег Попцов — политолог, публицист, писатель, гендиректор ОАО Издательский дом «Пушкинская площадь», экс-председатель ВГТРК и зампредседателя совета директоров ТВЦ и президент компании;
- Алексей Пушков — политолог, профессор МГИМО, руководитель и ведущий программы «Постскриптум», председатель Комитета Госдумы по международным делам;
- Виталий Третьяков — политолог, публицист, декан Высшей школы (факультета) телевидения МГУ им. М.Ломоносова, главный редактор журналов «Политический класс», автор и ведущий еженедельной программы «Что делать? Философские беседы» (телеканал «Культура»);
- Андрей Фурсов — историк, социолог, публицист, кандидат исторических наук, заведующий кафедрой общественных наук Высшей школы (факультета) телевидения МГУ им. М. В. Ломоносова.